# HMS Raleigh (1919)
La HMS Raleigh, sesta nave da guerra britannica a portare questo nome, è stata un incrociatore pesante classe Hawkins della Royal Navy. Impostata nei cantieri William Beardmore & Company il 9 dicembre 1915, venne varata il 28 agosto 1919 ed entrò in servizio nel 1921. La nave fu l'unica della sua classe ad essere completata con macchine che raggiungevano i 70.000 Shp di potenza, riuscendo a raggiungere, durante le prove in mare al largo dell'Isola di Arran effettuate tra il 7 ed il 9 settembre 1920, la velocità di punta di 31 nodi, mentre a mezza potenza raggiunse la velocità di 28 nodi.

## Servizio
All'ingresso in servizio la nave venne assegnata alla base dell'America e delle Indie Occidentali. Nell'aprile del 1922 venne designata dall'Ammiraglio William Christopher Pakenham, comandante della base, come sua nave ammiraglia. Comandante della nave era il Capitano Arthur Bromley. L'8 agosto dello stesso anno, procedendo in un banco di nebbia fitta, la nave si incagliò presso Point Amour, in Labrador. Undici marinai affogarono in seguito alla collisione. L'incrociatore subì danni gravissimi che ne resero impossibile il rimorchio ed il ritorno in servizio, rimanendo quindi incagliato per i quattro anni successivi, durante i quali tutto l'equipaggiamento e le attrezzature in buono stato vennero rimosse dalla nave. Nel settembre 1926 venne quindi distrutta completamente con l'utilizzo di esplosivi.